# Sadău
Sadău – wieś w Rumunii, w okręgu Suczawa, w gminie Brodina. W 2011 roku liczyła 339 mieszkańców.